# Benjamin Desmares
Benjamin Desmares, né le 13 décembre 1970 dans la Manche, est un écrivain français.

## Biographie
Formé en arts plastiques, il vit et travaille près de Redon dans l'artisanat des arts et du spectacle.
Depuis 2015, il a publié plusieurs romans pour adolescents (Cornichon Jim, Une histoire de sable, Des poings dans le ventre, La tribu des Désormais, Le meilleur des pères), jeunesse (Orphée dans la cité / Icare sur les toits) et pour adultes (Un truc à finir) aux éditions du Rouergue. Il est aussi l'auteur d'un roman noir, Remugles, paru en 2019.

### Récompenses
- Des poings dans le ventre : Pépite des romans au Salon du livre et de la presse jeunesse de Montreuil en 2017[7].
- Une histoire de sable : prix Chimère 2017 dans la catégorie 11-14 ans[8].
- Remugles : prix des Mots de l'Ouest 2020 dans la catégorie «polars»[9],[10].
- Orphée dans la cité / Icare sur les toits, prix Millepage Jeunesse 2020.